# مایتریا
|           |                           |
| نام       |                           |
| سانسکریت: | मैत्रेय (Maitreya)           |
| پالی:     | मैत्तेय (Metteyya)           |
| چینی :    | 彌勒菩薩 (Mí Lè Pú Sa)    |
| ژاپنی :   | 弥勒菩薩 (Miroku Bosatsu) |
| ویتنامی : | Di-lặc Bồ Tát             |
| تبتی      | Byams-pa                  |
| کره‌ای :   | 미륵보살 (Mi Rug Bo Sal)  |
| تایلندی : | ศรีอรายะ (Sriaraya)        |

مایتریا، میتریه بر پایه آموزه آخرالزمان دین بودا، میتریای بوداسف (Maitreya Bodhisattva) بودای آینده خواهد بود. در آئین بودا اندیشه منجی و مصلح با مفهوم میتریا یا میتریه (maitreya) مطرح می‌شود. این واژه در زبان سانسکریت به معنای مهربان است. 
به باور گروهی از بودائیان، میتریا آن بیدارگر (بوداسف) ی است که در آینده بر روی زمین پدیدار می‌شود، به بیداری و روشنی کامل می‌رسد و دارمای ناب را آموزش می‌دهد.
میتریا جانشین بودای تاریخی (سیدارتا گوتما) خواهد شد و به «فرمانروایی جهان» خواهد رسید.
در الهیات بودایی او همان بودای پنجم و آخرین بودا از بودائیان زمین است که هنوز نیامده است اما روزی سرانجام برای اصلاح جهان و زمین خواهد آمد. برخی وجود این بیدارگر در دین بودا را تأثیرپذیرفته از میترائیسم و وجود یک موعود آخر زمان در آن دین می‌دانند.

## منجی
در آیین بودا، اندیشه منجی موعود با مفهوم میتْرِیه (واژه‌ای سنسکریت به معنای «مهربان») تبیین می‌گردد. در الهیات بودایی، او را بودای پنجم و آخرین بودا از بودایان زمینی می‌دانند که هنوز نیامده است، امّا خواهد آمد تا همه انسان‌ها را نجات دهد. در نمادنگاری بودایی، او را به هیأت مردی نشسته که آماده برخاستن است، نمایش می‌دهند تا نمادی باشد از آمادگی وی برای قیام.
روایات بودایی درباره شخصیت و چگونگی ظهور آخرین بودا یا منجی موعود یعنی کسی که خواهد آمد تا همگان را مژده رهایی داده و آنان را از چرخه آهنین رجعت‌های مداوم به عالم نجات دهد، همداستان نیستند. در سنّت مهایانه که یکی از دو سنّت یا مذهب اصلی بودایی است، توجه بیشتری به شخصیت «میتریه» شده است. در روایات مهایان‌های، شاکیه مونی که همان گُتمه بودای مشهور است چهارمین بودا و میتریه که پس از او خواهد آمد، به عنوان بودای پنجم معرفی شده است. در حالی که در برخی روایات بودایی، گُتمه بودای هفتم است و بوداسف (Bodhesattava) در آینده و به عنوان آخرین بودا ظهور خواهد کرد. درباره زندگی و سرنوشت مقدّر میتریه نیز به عنوان آخرین بودا اختلاف وجود دارد. در کانون پالی (منبع اصلی اطلاعات از آیین بودای اولیه) اهمیت چندانی به وی نداده‌اند؛ تنها در یک سوره (سوره چکه وتّی سیهه ناده) از این مجموعه، نام او را برده‌اند. امّا از آثار غیر کانونی (غیر مقدس) دو اثر به این آموزه اختصاص یافته است.